# Pustelnyky
Pustelnyky (ukr. Пустельники) – wieś na Ukrainie, w obwodzie żytomierskim, w rejonie popilnianskim. W 2001 roku liczyła 92 mieszkańców.